# Natalia (zangeres)
Natalia Willy Druyts (Geel, 3 december 1980), bekend onder haar artiestennaam Natalia, is een Belgische zangeres afkomstig uit Oevel, een deelgemeente van Westerlo. In Vlaanderen raakte ze bekend tijdens het VTM-programma Idool 2003, waarin ze op de tweede plaats eindigde. Natalia was een van de weinige kandidaten die een levensvatbare zangcarrière kon opbouwen. Natalia is ook coach in The Voice van Vlaanderen, The Voice Kids en The Voice Senior.

## Levensloop

### Voor 2003
Natalia was de zangeres van een klein muziekgroepje in Gierle (België). Deze groep was enkel gekend in de streek van Turnhout en Westerlo, waar zij enkele optredens hadden. Zij kreeg haar doorbraak in 2003, waardoor zij spijtig genoeg moest breken met haar toenmalige vrienden.

### 2003
Op aanraden van Hans Otten schreef Natalia zich in voor Idool 2003, een zangwedstrijd op televisiezender VTM. Ze belandde samen met Peter Evrard in de finale van het programma. De kijkers verkozen echter Evrard tot winnaar. Ondanks haar tweede plaats kreeg ook Druyts een platencontract bij Sony BMG. Ze bracht enkele weken na de finale haar debuutsingle Without You uit in Vlaanderen en won hiermee in de zomer van 2004 de TOTZ-trofee.
Later dat jaar was Druyts te gast bij Night of the Proms. In oktober 2003 volgde een tweede single: I've Only Begun to Fight. Dit nummer, dat gebruikt werd in de film Team Spirit 2, bezorgde de zangeres na enkele weken goud in de Vlaamse hitlijsten. De tweede single was tevens de voorbode van haar debuutalbum This Time, dat eind 2004 werd gelanceerd in België.

### 2004-2006
In februari 2004 nam Natalia deel aan de voorrondes van Eurosong 2004 met het nummer: Higher than the Sun. Ze eindigde op de tweede plaats, achter zangeres Xandee. Higher than the Sun werd een hit in Vlaanderen.
In de zomer van dat jaar had Natalia hits met I Want You Back en Risin'. Deze laatste single won nadat slechts twee keer te horen was geweest in het programma Tien om te zien de verkiezing van de TOTZ-zomertrofee 2004. Kort daarna werd haar tweede album Back for More uitgebracht.
In november 2004 ging Natalia op tournee in Vlaanderen met de Back For More-livetournee. In de zomer van 2005 trok Druyts door Vlaanderen naar verschillende festivals met haar Back For More Summer Tour. Later dat jaar volgde ook nog de Me And My Producer tour, een reeks van intiemere concerten.
Op het einde van 2005 bracht Natalia een cover van Sisters Are Doing It for Themselves uit samen met The Pointer Sisters. In januari 2006 vond dan in het Antwerpse Sportpaleis de concertenreeks Natalia meets The Pointer Sisters plaats.
In 2006 deed Natalia ook mee aan het VTM-programma Sterren op de Dansvloer. Samen met haar danspartner Pascal Maassen werd ze tweede in de finale.
In april van dat jaar verscheen haar single Rid of You in België en volgde er een nieuwe tournee. Tijdens de repetities van die show liet haar stem het echter plotseling afweten. Diverse optredens werden tevergeefs verschoven en later werd de hele tournee afgeblazen. Na maandenlange logopedie en zangles, voorafgegaan door twee weken complete stilte, mocht Druyts weer zingen.

### 2007-2008
Het album Everything and More werd in mei 2007 gelanceerd in België en verkocht meer dan 45.000 exemplaren. Het album stond vijf weken op de eerste positie in de Ultratop en behaalde platina. De Everything & More Summer Tour startte in april 2007; het ging om dertig concerten met om en bij de 200.000 bezoekers. Druyts zong midden 2007 ook het nummer Where She Belongs als soundtrack van de nieuwe telenovela Sara op VTM. Het was de b-side van haar single Glamorous die ze samen met En Vogue uitbracht. In juni 2007 stond Druyts met 10 nummers tegelijk in de Ultratop 100. Hiermee vestigde ze een nieuw Belgisch record.
In oktober 2007 bracht Natalia haar biografie Met Hart & Soul uit, waarin ze onder meer vertelt over haar jeugdjaren, haar ervaringen met Idool 2003, het plaatselijke sterrendom en haar ontmoetingen met enkele internationale sterren.
In januari 2008 trad Natalia enkele keren samen op met de meidengroep En Vogue en de Jamaicaanse Shaggy in het Antwerpse Sportpaleis. In april 2008 werd het optreden van deze show uitgebracht op dvd bij het weekblad Dag Allemaal.
In februari 2008 bracht ze de single I Survived You uit in België als download. Eind juni 2008 verscheen de single Drop a Little. In november 2008 volgde de concertreeks Singstar Glamorous Tour.
Op 9 mei 2008 deed Druyts in de studio's van VTM een live-sessie ter gelegenheid van haar vijfjarige zangcarrière. Ze zong er acht akoestische nummers in het bijzijn van zo'n 300 forumleden en 250 luisteraars van 4fm (later JOE fm). Het idee van een akoestische sessie werd vervolgens verder uitgewerkt tot een tournee die plaatshad in het najaar van 2009: Natalia Acoustelicious.

### 2009-2011
In januari 2009 verscheen de eerste single van het nieuwe album en titelnummer van Spion van Oranje: All or Nothing. In april volgde haar vierde studioalbum: Wise Girl. Rond de verschijningsdatum van het album werd de tweede single Heartbreaker uitgebracht in België. Ook in Nederland verscheen een nieuwe single: On the Radio. Bij beide nummers werd een videoclip opgenomen. All or Nothing werd in 2010 genomineerd voor de titel "Beste Film hitsong" bij de Nederlandse Film1 Rembrandt Awards.
In de zomermaanden trok Natalia door het land met The Wise Girl Summer Tour. In januari 2014 deed ze haar resterende optredens van Acoustelicious waarvan een live cd verscheen die enkel te verkrijgen was via het dagblad Dag Allemaal.
Samen met Gabriel Ríos nam Natalia in januari 2010 het nummer Hallelujah van Leonard Cohen op ten bate van de slachtoffers van de aardbeving in Haïti.
Haar platencontract bij Sony BMG werd dat jaar op haar verzoek verbroken. Sony BMG bracht in 2010 nog wel een verzamelalbum uit met al haar grootste hits in originele versie.
In september 2010 werd Burning Star van Natalia en Anastacia uitgebracht, een duet naar aanleiding van de nieuwe Natalia Meets concerten in januari 2011. In het begin van 2011 startte de concertenreeks Natalia meets Anastacia in het Antwerps sportpaleis.
Intussen werkte Natalia aan de voorbereidingen van de nieuwe zomertournee en de titelsong van de film Groenten uit Balen, die in de herfst van 2011 begon te spelen in de Vlaamse zalen. Het liedje heette 1 Minute en werd uitgebracht in december. In de film speelde Natalia een klein rolletje als kassierster in een supermarkt.
Natalia is sinds 2011 een van de coaches van het talentenjachtprogramma The Voice van Vlaanderen met enkel een onderbreking in 2014 was ze in seizoen 3 geen coach.

### 2012-2014
In 2012 en 2013 zette Natalia haar rol als coach in The Voice van Vlaanderen verder. De kandidaat die in 2013 voor haar team naar de finale mocht was Robby Longo en ook hij werd uiteindelijk tweede.
Op 14 augustus tekende Natalia een langdurig platencontract bij Universal Music. In september bracht ze het nummer Angel uit samen met Lionel Richie.
Op 2 maart 2013 kwam haar album Overdrive uit. De eerste single van dit album heette eveneens Overdrive. Daarna werd Boom uitgebracht en dit werd haar 12de top 10-hit in Vlaanderen. In mei 2013 werd haar 10-jarige carrière gevierd in de Lotto Arena met het concert 10 jaar Natalia. Voor dit concert werd ze genomineerd in de Radio 2 Zomerhit categorie "Performance". Twee weken later startte ze met een nieuwe tournee, de Overdrive Summertour.
In januari 2014 was Natalia voor het eerst als presentatrice op het scherm. Ze presenteerde samen met Sam De Bruyn de Music Industry Awards op Eén. Na de show was er nogal wat commotie in de pers rond Natalia's taalgebruik. Ruud Hendrickx, de taaladviseur van Eén, erkende later dat de openbare omroep Natalia niet in de juiste rol had ingezet tijdens de uitreiking van de Music Industry Awards.
Na een samenwerking van meer dan 10 jaar brak Natalia in maart met haar manager Bob Savenberg omdat ze voor haar buitenlandse plannen een ander type manager nodig meende te hebben. De breuk duurde uiteindelijk maar negen maanden.
Op 19 mei 2014 verscheen haar nieuwe single Ride Like The Wind, afkomstig van haar album Overdrive uit 2013. Ook bracht ze een Spaanse versie van het nummer uit met de titel Ride Like The Wind/Cavalgaré. Dit kaderde in het plan om haar ook in het buitenland te lanceren. In juni 2014 toerde Natalia dan door Vlaanderen met de zomertournee Overdrive Deluxe.
In het najaar was Natalia te zien als coach in het programma The Voice Kids. Een kandidaat uit Natalia's team, Mentissa, won het programma uiteindelijk.

### 2015
Ze zette haar rol verder als coach in The Voice Kids. Op 14 februari was Natalia te gast bij de Ladies of Soul in Nederland. Ze zong er het nummer Lady Marmelade. Later die maand, op 27 februari, stonden de Ladies of Soul in de Lotto Arena met Natalia als speciale gast.
In juni kwam het tot een tweede breuk met haar manager Bob Savenberg. Natalia stapte over naar Absolute P Entertainment, waar ze een heel team achter zich kreeg, naar Amerikaans model. Deze verandering kaderde opnieuw in het plan om haar ook internationaal te lanceren. In augustus stelde Natalia dan haar nieuwe single Smoking Gun voor tijdens het programma Pop Up Live op Eén.

### 2017
In 2017 deed Natalia mee met het derde seizoen van Liefde voor muziek. De liedjes die ze hier heeft gezongen zijn ook te horen op haar album The sound of me dat op 9 juni 2017 verscheen. Ze zet haar rol verder als coach in The Voice van Vlaanderen.

### 2018
In 2018 kwam Natalia terug met een theatertour rond Vlaanderen. Deze werd genaamd ‘Me and my producer 2nd edition’. Ook bracht ze een WK - lied uit voor de Rode Duivels met de titel ‘Hear That Sound (Tunatembea)’. In 2018 was ze tevens te zien in het televisieprogramma Boxing Stars. Er werd bekendgemaakt dat ze haar rol als coach in The Voice van Vlaanderen zal verder zetten. Ook werd bekendgemaakt dat ze samen met Dana Winner, Walter Grootaers & Helmut Lotti in de draaistoelen zal zetelen als coach in The voice Senior. Dit wordt in het najaar van 2018 getoond.
Ze sloot 2018 af met twee keer “Natalia 15 Years - The Crystal Concert”. Vijftien jaar na haar ontdekking liet Natalia al haar grote hits de revue passeren in de Lotto Arena.

### 2019
In het voorjaar van 2019 was ze opnieuw coach bij The Voice van Vlaanderen. In 2019 nam ze ook deel aan De Slimste Mens ter Wereld waarin ze 3 afleveringen te zien was.

### 2020
Natalia was samen met 17 andere bekende Vlamingen te zien in het programma De zomer van 2020 waarin ze werden gevolgd tijdens de coronapandemie.

### 2021
Natalia was opnieuw coach bij The Voice van Vlaanderen en zij haalde met Grace de finale. Uiteindelijk won Grace en bezorgde ze team Natalia voor het eerst een overwinning.
Op 27 mei werd bekendgemaakt dat Natalia zal zetelen in de vierkoppige professionele jury van K2 zoekt K3 waar er naar een waardige opvolger gezocht wordt van Klaasje Meijer.
Op 8 juli 2021 gaf Natalia een optreden in Middelkerke voor 2500 toeschouwers. Dit deed ze onder begeleiding van haar eigen band en het twintigkoppige Antwerp Philharmonic Orchestra. Het eerste sinds lang, want de hele evenementensector kreeg het voorbije anderhalf jaar rake klappen door de uitbraak van het Coronavirus. In totaal waren er 5000 zitplaatsen maar door de huidige coronamaatregelen mogen niet meer dan de helft van de zitjes bezet zijn.

### 2022
Op vrijdag 28 januari 2022 verscheen er een verrassende samenwerking met DJ, Mark with a K. De song heet Somebody To Love, een herwerkte versie van het origineel uit 1967 door Jefferson Airplane.

### 2024
In februari 2024 kwam Natalia in een storm van kritiek terecht. Enerzijds was er het programma Natalia en Astrid: Back to reality waarbij Natalia en Astrid Coppens gedurende één maand moesten rondkomen met een zeer bescheiden budget. Veel kijkers waren niet opgezet hoe Natalia en Astrid hiermee omgingen. Er werd zelfs gesproken over "armoedeporno". Bovendien beweerden buren dat Natalia en Astrid niet de ganse maand lang in het huis verbleven hadden, wat nochtans de opzet van het programma was. De uitzendingen werden daarna stopgezet door VTM.

### Privé
Natalia vormt sinds 2018 een koppel met Frederik Binst.
Ze beviel in maart 2020 van een dochter en in december 2021 van een zoon.

## Discografie

### Albums
| Album met hitnotering(en) in de Vlaamse Ultratop 200 albums | Datum van verschijnen | Datum van binnenkomst | Hoogste positie | Aantal weken | Opmerkingen                         |
| ----------------------------------------------------------- | --------------------- | --------------------- | --------------- | ------------ | ----------------------------------- |
| This time                                                   | 03-11-2003            | 15-11-2003            | 4               | 31           | 2x Platina                          |
| Back for more                                               | 30-08-2004            | 04-09-2004            | 1(5wk)          | 39           | 3x platina                          |
| Back for more / This time                                   | 26-11-2004            | 11-12-2004            | 52              | 5            |                                     |
| Natalia meets The Pointer Sisters                           | 2006                  | -                     | -               | -            | met The Pointer Sisters / Livealbum |
| Everything & more                                           | 28-05-2007            | 02-06-2007            | 1(5wk)          | 70           | 2x Platina                          |
| Wise girl                                                   | 24-04-2009            | 02-05-2009            | 1(2wk)          | 34           | 2x Platina                          |
| Acoustelicious                                              | 09-03-2010            | -                     | -               | -            | Livealbum / Platina                 |
| Best of Natalia                                             | 15-11-2010            | 20-11-2010            | 10              | 18           | Verzamelalbum / Goud                |
| Overdrive                                                   | 26-04-2013            | 04-05-2013            | 2               | 55           | Goud                                |
| In my blood                                                 | 29-04-2016            | 07-05-2016            | 2               | 44           | Goud                                |
| The sound of me                                             | 09-06-2017            | 17-06-2017            | 3               | 21           |                                     |
| Hallelujah To The Beat                                      | 21-04-2023            | 30-04-2023            | 2               | 15           | Goud                                |

### Singles
| Single met hitnotering(en) in de Vlaamse Ultratop 50 | Datum van verschijnen | Datum van binnenkomst | Hoogste positie | Aantal weken | Opmerkingen                                                                         |
| ---------------------------------------------------- | --------------------- | --------------------- | --------------- | ------------ | ----------------------------------------------------------------------------------- |
| Without you                                          | 23-06-2003            | 28-06-2003            | 2               | 14           | Nr. 1 in de Radio 2 Top 30 / Goud                                                   |
| I've Only Begun to Fight                             | 20-10-2003            | 01-11-2003            | 1(2wk)          | 22           | Nr. 1 in de Radio 2 Top 30 / Goud                                                   |
| Higher Than the Sun                                  | 23-02-2004            | 28-02-2004            | 2               | 14           | Nr. 2 in de Radio 2 Top 30 / Deelname Eurosong 2004                                 |
| I want you back                                      | 17-05-2004            | 22-05-2004            | 3               | 21           | Nr. 3 in de Radio 2 Top 30                                                          |
| Risin'                                               | 09-08-2004            | 14-08-2004            | 2               | 17           | Nr. 2 in de Radio 2 Top 30                                                          |
| Fragile not broken                                   | 29-11-2004            | 04-12-2004            | 11              | 12           | Nr. 9 in de Radio 2 Top 30                                                          |
| Geef een teken                                       | 14-01-2005            | 22-01-2005            | 1(5wk)          | 12           | als onderdeel van Artiesten voor Tsunami 12-12 / Nr. 1 in de Radio 2 Top 30 / Goud  |
| Shelter                                              | 28-02-2005            | 12-03-2005            | 28              | 7            | Nr. 12 in de Radio 2 Top 30                                                         |
| Ridin' by / You are                                  | 30-05-2005            | 04-06-2005            | 12              | 16           | Nr. 9 in de Radio 2 Top 30                                                          |
| Sisters are doing it for themselves                  | 17-10-2005            | 29-10-2005            | 2               | 20           | met The Pointer Sisters / Nr. 2 in de Radio 2 Top 30                                |
| Rid of you                                           | 23-05-2006            | 20-05-2006            | 14              | 9            | Nr. 10 in de Radio 2 Top 30                                                         |
| Gone to stay                                         | 19-05-2007            | 19-05-2007            | 9               | 17           | Nr. 3 in de Radio 2 Top 30                                                          |
| Glamorous / Where she belongs                        | 29-10-2007            | 03-11-2007            | 2               | 23           | met En Vogue / Nr. 1 in de Radio 2 Top 30                                           |
| I survived you                                       | 22-02-2008            | 05-04-2008            | 26              | 11           | Nr. 12 in de Radio 2 Top 30                                                         |
| Drop a little                                        | 04-07-2008            | 12-07-2008            | 7               | 18           | Nr. 9 in de Radio 2 Top 30                                                          |
| All or nothing                                       | 16-01-2009            | 24-01-2009            | 13              | 13           | Nr. 1 in de Radio 2 Top 30 / Soundtrack Spion van Oranje                            |
| Heartbreaker                                         | 14-04-2009            | 09-05-2009            | 48              | 1            | Nr. 4 in de Radio 2 Top 30                                                          |
| Feeling                                              | 31-07-2009            | 05-09-2009            | 36              | 2            | Nr. 6 in de Radio 2 Top 30                                                          |
| Still with me                                        | 06-11-2009            | 28-11-2009            | tip13           | -            | Nr. 22 in de Radio 2 Top 30                                                         |
| Hallelujah                                           | 28-01-2010            | 06-02-2010            | 1(5wk)          | 14           | met Gabriel Ríos / Nr. 1 in de Radio 2 Top 30 / Benefietsingle voor Haïti / Platina |
| On the radio                                         | 29-03-2010            | -                     |                 |              | Muziekdownload                                                                      |
| Burning star                                         | 17-09-2010            | 25-09-2010            | 45              | 2            | met Anastacia / Nr. 10 in de Radio 2 Top 30                                         |
| 1 minute                                             | 02-12-2011            | 10-12-2011            | tip8            | -            | Titelsong Groenten uit Balen / Nr. 4 in de Radio 2 Top 30                           |
| Angel                                                | 05-09-2012            | 29-09-2012            | 32              | 3            | met Lionel Richie / Nr. 7 in de Radio 2 Top 30                                      |
| Overdrive                                            | 15-04-2013            | 27-04-2013            | 19              | 5            | Nr. 4 in de Radio 2 Top 30                                                          |
| Boom                                                 | 08-07-2013            | 20-07-2013            | 10              | 13           |                                                                                     |
| A girl like me                                       | 23-09-2013            | 28-09-2013            | tip2            | -            | Nr. 20 in de Radio 2 Top 30                                                         |
| Ride like the wind                                   | 20-05-2014            | 24-05-2014            | tip5            | -            |                                                                                     |
| Downtown                                             | 06-10-2014            | 25-10-2014            | 41              | 1            | met Paul Michiels / Nr. 20 in de Radio 2 Top 30                                     |
| Iedereen is van de wereld                            | 30-03-2015            | 11-04-2015            | 2               | 5            | als onderdeel van Kom Op tegen Kanker 2015 / Nr. 3 in de Radio 2 Top 30             |
| Smoking gun                                          | 14-08-2015            | 21-08-2015            | 13              | 4            | Nr. 13 in de Radio 2 Top 30                                                         |
| You are so beautiful                                 | 30-11-2015            | 05-12-2015            | 9               | 4            | Nr. 7 in de Radio 2 Top 30                                                          |
| In my blood                                          | 11-04-2016            | 23-04-2016            | 16              | 10           | Titelsong Empire / Nr. 8 in de Radio 2 Top 30                                       |
| Razorblade                                           | 20-06-2016            | 25-06-2016            | tip6            | -            | met Lara Fabian / Nr. 13 in de Radio 2 Top 30                                       |
| Anyone Out There                                     | 22-08-2016            | 03-09-2016            | tip15           | -            | Nr. 13 in de Radio 2 Top 30                                                         |
| Synchronize                                          | 20-12-2016            | 31-12-2016            | tip12           | -            |                                                                                     |
| Who's Lovin' You (Live)                              | 10-04-2017            | 22-04-2017            | tip44           | -            | Liefde voor muziek                                                                  |
| You've Got a Friend (Live)                           | 17-04-2017            | 29-04-2017            | 9               | 5            | Liefde voor muziek / Nr. 8 in de Radio 2 Top 30                                     |
| How I Danced (Live)                                  | 24-04-2017            | 06-05-2017            | 31              | 1            | Liefde voor muziek / Nr. 28 in de Radio 2 Top 30                                    |
| Sing Your Heart Out (Live)                           | 01-05-2017            | 13-05-2017            | tip40           | -            | Liefde voor muziek                                                                  |
| Teardrops (Live)                                     | 08-05-2017            | 20-05-2017            | tip27           | -            | Liefde voor muziek                                                                  |
| Gratitude (Live)                                     | 15-05-2017            | 27-05-2017            | tip41           | -            | Liefde voor muziek                                                                  |
| You Don't Want Me To Go (Live)                       | 22-05-2017            | 03-06-2017            | tip31           | -            | Liefde voor muziek                                                                  |
| Conqueror                                            | 25-08-2017            | 02-09-2017            | tip16           | -            |                                                                                     |
| Hear That Sound                                      | 2018                  | 26-05-2018            | tip4            | -            |                                                                                     |
| When You Came By                                     | 2023                  |                       | -               | -            |                                                                                     |
| Ready For the Ride                                   | 2023                  | 30-04-2023            | 33              | 3            |                                                                                     |
| Mom's Day Off                                        | 2023                  |                       | -               | -            |                                                                                     |
| Shalala Ding Dong                                    | 2023                  |                       | -               | -            |                                                                                     |
| Rock You Like Nobody                                 | 2023                  |                       | -               | -            |                                                                                     |

### Muziek-dvd's
| Dvd's met hitnoteringen in de Vlaamse Ultratop muziek-dvd top 10/20 | Datum van verschijnen | Datum van binnenkomst | Hoogste positie | Aantal weken | Opmerkingen                     |
| ------------------------------------------------------------------- | --------------------- | --------------------- | --------------- | ------------ | ------------------------------- |
| Back for more - Live                                                | 14-02-2005            | 19-02-2005            | 1(15wk)         | 53           | Goud                            |
| Natalia meets En Vogue ft. Shaggy                                   | 27-10-2008            | 01-11-2008            | 1(4wk)          | 27           | met En Vogue & Shaggy / Platina |
| Overdrive Live - Live                                               | 26-04-2013            | 04-05-2013            | 2(3wk)          | 55           | Goud                            |
| In My Blood (Live In Oostende)                                      | 16-12-2016            | 24-12-2016            | 1(2wk)          | 21           |                                 |

## Televisie
- Idool (2003) - kandidaat
- Team Spirit 2 (2003) - als zichzelf
- Sterren op de dansvloer (2005-2006) - deelneemster
- Alles moet weg (2008) - als zichzelf
- Mag ik u kussen? (2009, 2011)
- Idool (2011) - als gastjurylid
- The Voice van Vlaanderen (2011-2013, 2014-heden)
- De Slimste Mens ter Wereld (2012) - als jurylid
- Manneke Paul (2012)
- Zijn Er nog krokretten? (2013)
- Tegen de sterren op
- Vlaanderen muziekland (2013-2014)
- Beste kijkers (2014)
- The Voice Kids (2014-2016) - als jurylid
- Lang leve (2013) - als speciale gast
- Lang leve (2014) - muziekoptreden
- Jonas & Van Geel (2015)
- Gert late night (2017)
- Kan iedereen nog volgen (2018)
- Gert late night (2018)
- Wat een jaar! (2018) - als kandidate
- The voice senior (2018) - als jurylid
- De Slimste Mens ter Wereld (2019) - als kandidate
- Gert late night (2019)
- De zomer van (2020)
- Beat VTM (2020)
- Gert late night (2020)
- De container cup (2021)
- De popquiz VTM (2021)
- K2 zoekt K3 (2021) - als jurylid
- De sterkste handen (2021) - als presentatrice samen met Sergio Quisquater
- James de Musical (2021) - als gevierde, hoofdpersoon van de musical rond haar leven
- I Can See Your Voice (2022) - als gastartiest
- Make Up Your Mind (Vlaanderen) (2023)
- De Verraders: De Ronde Tafel (2023)
- Astrid en Natalia back to reality (2024)

## Prijzen
| Jaar | Prijs                                           | Commentaar                                        |
| ---- | ----------------------------------------------- | ------------------------------------------------- |
| 2003 | Idool 2003 Greatest Moments                     | behaalde tweede plaats na Peter Evrard            |
|      | Without You (single)                            | behaalde goud                                     |
|      | I've Only Begun to Fight (single)               | behaalde goud                                     |
|      | This Time                                       | behaalde goud                                     |
|      | TOTZ zomertrofee voor Without You               |                                                   |
|      | TOTZ-wintertrofee voor I've Only Begun to Fight |                                                   |
|      | Gouden Flip van de Jommekeskrant 2003           | beste zangeres                                    |
|      | This Time                                       | behaalde dubbel platina                           |
| 2004 | TMF Award                                       | beste vrouw nationaal                             |
|      | TMF Award                                       | beste popartiest nationaal                        |
|      | ZAMU Music Awards                               | award voor "populair"                             |
|      | Back for More                                   | behaalde goud                                     |
|      | Back for More                                   | behaalde platina                                  |
|      | Hit-award 2004 voor Risin'                      |                                                   |
|      | TOTZ-zomertrofee voor Risin'                    |                                                   |
|      | Gouden Flip van de Jommekeskrant 2004           | beste zangeres                                    |
| 2005 | Back for More (album)                           | behaalde 3x goud                                  |
|      | TMF award                                       | beste popartiest nationaal                        |
|      | TMF award                                       | beste album nationaal (Back for More)             |
|      | Kids Award                                      | "Griet van het jaar"                              |
| 2006 | Back for More                                   | behaalde dubbel platina                           |
|      | Back for More - Live                            | behaalde goud                                     |
|      | Radio 2 Zomerhit 2006                           | beste concert (Natalia meets The Pointer Sisters) |
|      | Back for More                                   | behaalde driemaal platina                         |
| 2007 | Everything & More                               | behaalde platina                                  |
|      | Radio 2 Zomerhit 2007 voor Gone to Stay         |                                                   |
|      | TMF Award                                       | beste vrouw nationaal                             |
|      | Everything & More                               | behaalde dubbel platina                           |
| 2008 | Music Industry Awards (MIA)                     | beste solortiest                                  |
|      | Gouden Flip van de Jommekeskrant 2008           | beste zangeres                                    |
|      | DVD Natalia Meets En Vogue feat. Shaggy         | behaalde platina                                  |
|      | TMF Award                                       | beste vrouw nationaal                             |
|      | TMF Award                                       | beste popartiest nationaal                        |
| 2009 | Wise Girl                                       | behaalde goud                                     |
|      | Radio 2 Zomerhit 2009                           | beste performance (Singstar Glamorous Tour)       |
|      | TMF Award                                       | beste vrouw nationaal                             |
|      | Gouden Flip van de Jommekeskrant 2009           | beste zangeres                                    |
|      | Wise Girl                                       | behaalde platina                                  |
|      | Wise Girl                                       | behaalde dubbel platina                           |
| 2010 | Hallelujah (single)                             | behaalde platina                                  |
|      | Acoustelicious                                  | behaalde platina                                  |
| 2011 | Best of Natalia (album)                         | behaalde goud                                     |
| 2012 | Anne muziek Awards                              | beste zangeres pop                                |
| 2013 | Overdrive                                       | behaalde goud                                     |
|      | Radio 2 Zomerhit                                | beste vrouwelijke artiest                         |
|      | Gouden Flip van de Jommekeskrant 2013           | beste zangeres                                    |
| 2014 | Gouden K van Ketnet                             | beste vrouwelijke artiest                         |
|      | Jimmy Awards                                    | beste vrouwelijke artiest nationaal               |
|      | Radio 2 Zomerhit 2014                           | beste vrouwelijke artiest                         |
|      | Hero van Zeroes bij radiozender Q-music         |                                                   |
|      | Gouden Flip van de Jommekeskrant 2014           | beste zangeres                                    |
| 2015 | Jimmy Awards                                    | beste vrouwelijke artiest nationaal               |
|      | Story Awards                                    | zangeres van het jaar                             |
| 2016 | In My Blood                                     | behaalde goud                                     |
| 2017 | Radio 2 Zomerhit 2017                           | beste solo-artiest                                |

## Tournees

#### 2004: This Time
In februari 2004 ging Natalia haar eerste tournee: This Time in première in de Zuiderkroon te Antwerpen. Ze bracht er een twee uur durend concert met zowel eigen nummers als covers van onder anderen Aretha Franklin en Tina Turner.

#### 2004: Back for More
In november 2004 ging ze voor de tweede maal op tournee in Vlaanderen met de Back For More live-tournee. Hierin bracht ze alweer een mix van eigen nummers en covers van onder anderen Madonna, Dolly Parton en Whitney Houston. De tournee was zo snel uitverkocht dat er aan de 26 geplande concerten nog 14 werden toegevoegd. Het concert werd later op dvd uitgebracht, met als titel: Back For More Live.

#### 2005: Back for More Summertour
In de zomer van 2005 trok Natalia door Vlaanderen met haar Back For More Summer Tour 2005. De tracklist was ongeveer dezelfde als die van de Back For More Live Tour, maar bij deze show waren er geen dansers.

#### 2005: Me and My Producer I
In november 2005 volgde haar derde tournee in Vlaanderen, getiteld Me and My Producer. Het was een intiemer concert, waarbij de blazers werden ingeruild voor extra backing vocals (unplugged). Opnieuw bracht ze een mix van haar 2 albums en enkele covers van onder andere Alicia Keys, En Vogue en Aretha Franklin.

#### 2006: Natalia meets The Pointer Sisters
In januari 2006 vond in het Antwerpse Sportpaleis Natalia meets The Pointer Sisters plaats. Het was een gezamenlijke show waarbij ze zowel apart als samen nummers zongen. De meeste nummers waren eigen nummers, maar er waren ook enkele covers zoals Whatta Man van En Vogue en een Jackson-medley. Er waren 10 uitverkochte shows, goed voor meer dan 150.000 toeschouwers. Bovendien zorgden ze voor een Vlaamse primeur: het concert was direct na de show op een live-cd te koop, eventuele schoonheidsfoutjes werden niet weggewerkt.
Natalia en The Pointer Sisters brachten samen de single Sisters Are Doing It for Themselves ter promotie uit.

#### 2007: Everything & More Summertour
In april 2007 gaf Druyts in de Lotto Arena te Antwerpen de kick-off van haar tournee Everything & More voor zo'n 5.500 toeschouwers. De show liep in mei verder. De setlist bevatte vooral nummers van haar album Everything & More, maar ook verschillende van haar hits zoals I've Only Begun to Fight, Higher than the Sun, Risin' en Ridin By.

#### 2008: Natalia meets En Vogue feat. Shaggy
In januari 2008 vond in het Antwerpse Sportpaleis Natalia meets En Vogue feat. Shaggy plaats. Het concept was hetzelfde als in januari 2006 met The Pointer Sisters, maar dit keer was de aandacht nog meer op Natalia gericht. Er waren zes uitverkochte shows met meer dan 90.000 toeschouwers. Bovendien nam Natalia een nieuwe versie van haar song Glamorous op samen met En Vogue. Dit werd haar langst genoteerde single ooit in de Ultratop 50. Van dit concert kwam eveneens een live-dvd uit waarvan er meer dan 52.000 werden verkocht.

#### 2008: Singstar Glamorous Tour
In november 2008 vond in de Lotto Arena de première plaats van Druyts' tournee Singstar Glamorous Tour. Druyts deed onder meer de Ethias Arena (Hasselt), Vorst Club (Brussel) en Schiervelde (Roeselare) aan en verkocht vijf keer de Lotto Arena (Antwerpen) uit. De Singstar Glamorous Tour werd door 35.000 toeschouwers bezocht.

#### 2009: The Wise Girl Summertour
De tournee ging van start op 3 juli 2009 met een openluchtconcert in het historisch stadscentrum van Brugge met 3000 aanwezigen en werd begin oktober 2009 afgesloten in de Antwerpse Lotto Arena voor 5000 aanwezigen.

#### 2009: Natalia Acoustelicious
In november 2009 vond de première plaats van Natalia's eerste akoestische tournee. Oude hits, maar ook nieuwe nummers van op haar album Wise Girl werden in een nieuw jasje gestoken. Door het aannemende succes werden er nog drie extra datums toegevoegd in januari 2010. Van deze tournee kwam er ook een live-cd uit bij het weekblad Dag Allemaal.

#### 2010: Summertour
Voor Natalia in september twee maanden naar de Verenigde Staten vertrok, bedankte ze haar fans met een korte zomertournee van 12 concerten.

#### 2011: Natalia meets Anastacia
Natalia meets Anastacia was de derde concertreeks waarin de Kempense zangeres een Amerikaanse ster uitnodigde. In het Antwerpse Sportpaleis deden de twee diva's samen zes concerten. Ter promotie brachten ze ook samen het nummer Burning star uit.

#### 2011: Best Of Summertour
Na zes uitverkochte sportpaleizen met Anastacia toerde Natalia terug door Vlaanderen naar aanleiding van haar album Best of Natalia.

#### 2013: Overdrive Summertour
De hele zomer lang toerde Natalia met haar band langs Vlaamse podia naar aanleiding van haar album Overdrive. De concertenreeks liep tot oktober 2013.

#### 2014: Overdrive Deluxe Summertour
Op 2 december kwam haar album ‘Overdrive Deluxe’ uit, met zeven nieuwe nummers. Dit was de aanleiding voor een nieuwe zomertournee langs vele Vlaamse podia.

#### 2016: In My Blood Summertour
2016: Ladies of Soul ft. Natalia
2017: In My Blood Tour II

#### 2019: Natalia & Jef Neve - Theatertournee
- International Standard Name Identifier: 0000 0000 6437 5312
- MusicBrainz: 125a6657-1ec2-48c8-a980-e9e42f3de06f
- Virtual International Authority File: 90855139